# Insecutor
Insecutoridae
Famille
Genre
Insecutor est un genre fossile d'araignées aranéomorphes, le seul de la famille des Insecutoridae.

## Distribution
Les espèces de ce genre ont été découvertes dans de l'ambre de la mer Baltique. Elles datent du Paléogène.

## Liste des espèces
Selon The World Spider Catalog 16.5 :
- †Insecutor aculeatus Petrunkevitch, 1942
- †Insecutor mandibulatus Petrunkevitch, 1942
- †Insecutor pecten Wunderlich, 2004
- †Insecutor rufus Petrunkevitch, 1942
- †Insecutor spinifer Wunderlich, 2004

## Publication originale
- (en) Petrunkevitch, 1942 : A study of amber spiders. Transactions of the Connecticut Academy of Arts and Sciences, vol. 34, p. 119–464.